# Беспалько Олександр Сергійович
Олекса́ндр Сергі́йович Беспа́лько — старший солдат Збройних Сил України, учасник російсько-української війни, що загинув у ході російського вторгнення в Україну в 2022 році.

## Життєпис
Олександр Беспалько народився 1992 року в селі Красні Окни (з 2016 роки — Окни) Окнянської селищної громади Подільського району Одеської області. Військову службу розпочав у квітні 2018 року в 30-й окремій механізованій бригаді імені князя Костянтина Острозького на посаді механіка-водія. Підписав новий контракт із ЗСУ після закінчення попереднього. Загинув 14 березня 2022 року в боях за Україну.

## Родина
Вдома у військовика залишилася мати.

## Нагороди
- Орден «За мужність» III ступеня (2022, посмертно) — за особисту мужність і самовіддані дії, виявлені у захисті державного суверенітету та територіальної цілісності України, вірність військовій присязі[5].